# The Vintage of Fate
The Vintage of Fate è un cortometraggio muto del 1912 diretto da Lem B. Parker.

## Produzione
Il film fu prodotto dalla Selig Polyscope Company.

## Distribuzione
Distribuito dalla General Film Company, il film - un cortometraggio di una bobina - uscì nelle sale cinematografiche statunitensi il 9 dicembre 1912. Il 6 marzo 1913, fu distribuito anche nel Regno Unito.